# Ixora salicifolia
Ixora salicifolia är en måreväxtart som först beskrevs av Carl Ludwig von Blume, och fick sitt nu gällande namn av Dc.. Ixora salicifolia ingår i släktet Ixora och familjen måreväxter. Inga underarter finns listade i Catalogue of Life.